# Bałkan
Bałkan (też Bałkany, Bałkanidy) – system gór fałdowych na Półwyspie Bałkańskim. Część północnego pasma alpidów zawarta między przełomem Dunaju w Żelaznej Bramie a wybrzeżem Morza Czarnego. Przedłużenie Karpat na południu i Gór Pontyjskich na zachodzie. 
W skład Bałkanu wchodzą: 
- Stara Płanina
- Kotliny Zabałkańskie
- Sredna Gora (Antybałkan)

Bałkan ma w większej części przebieg równoleżnikowy, jedynie jego zachodni skraj skręca na północ. Na północy Bałkan opada w zapadliskową Nizinę Naddunajską. Na południu poprzez zapadlisko Niziny Górnotrackiej i podobnych obniżeń graniczy z hercyńskim Masywem Rodopskim. 
Przynależność Gór Wschodnioserbskich do Bałkanu jest kwestionowana. Wielu geografów uznaje je za skrajną południową część Karpat, co ma swoje uzasadnienie w ich budowie geologicznej.